# Christian Gille
Christian Gille (Wolfen, 6 januari 1976) is een Duits kanovaarder.
Gille won in 2004 samen met Tomasz Wylenzek de gouden medaille op de 1000 meter en eindigden als vijfde op de 500 meter in de C-2. Gille en Wylenzek wonnen vier jaar later zilver op de 1000 meter en brons op de 500 meter.

## Belangrijkste resultaten

### Olympische Zomerspelen
| Editie | Plaats | Resultaten            |
| ------ | ------ | --------------------- |
| 2000   | Sydney | 5e C-2 500            |
| 2004   | Athene | C-2 1000m 5e C-2 500m |
| 2008   | Peking | C-2 1000m C-2 500m    |

### Wereldkampioenschappen vlakwater
| Jaar | Plaats    | ResultatenL                        |
| ---- | --------- | ---------------------------------- |
| 1995 | Duisburg  | C-4 1000 m                         |
| 1997 | Dartmouth | C-2 200 m · C-2 500 m              |
| 1998 | Szeged    | C-2 200 m · C-2 500 m              |
| 1999 | Milaan    | C-2 200 m                          |
| 2002 | Sevilla   | C-1 200 m                          |
| 2005 | Zagreb    | C-2 500 m · C-2 1000 m · C-2 200 m |
| 2006 | Szeged    | C-2 200 m                          |
| 2007 | Duisburg  | C-2 1000 m · C-2 200 m · C-2 500 m |

1936: Jan Brzák-Felix & Vladimír Syrovátka ·
1948: Jan Brzák-Felix & Bohumil Kudrna ·
1952: Finn Haunstoft & Bent Peder Rasch ·
1956: Alexe Dumitru & Simion Ismailciuc ·
1960: Leonid Geisjtor & Sergej Makarenko ·
1964: Andrei Chimitsj & Stepan Osjtsjepkov ·
1968: Serghei Covaliov & Ivan Patzaichin ·
1972: Vladislavas Česiūnas & Joeri Lobanov ·
1976: Sergej Petrenko & Aleksandr Vinogradov ·
1980: Ivan Patzaichin & Toma Simionov ·
1984: Ivan Patzaichin & Toma Simionov ·
1988: Nicolae Juravschi & Viktor Reneiski ·
1992: Ulrich Papke & Ingo Spelly ·
1996: Andreas Dittmer & Gunar Kirchbach ·
2000: Florin Popescu & Mitică Pricop ·
2004: Christian Gille & Tomasz Wylenzek ·
2008: Aliaksandr Bahdanovitsj & Andrei Bahdanovitsj ·
2012: Peter Kretschmer & Kurt Kuschela ·
2016: Sebastian Brendel & Jan Vandrey ·
2020: Fernando Jorge & Serguey Torres